# Rike Schäffer
Rike Schäffer (* 1977 in Bad Oeynhausen) ist eine deutsche Schauspielerin.

## Leben und Ausbildung
Schäffer besuchte nach ihrem Schulabschluss zunächst die Musikhochschule Münster und absolvierte anschließend ein Schauspielstudium an der Schauspielschule Bochum, das sie im Jahr 2004 mit dem Diplom abschloss. Daneben wirkte sie bereits seit 2001 in verschiedenen Kinofilmen mit und gastierte am Schauspielhaus Bochum sowie am Wuppertaler Schauspielhaus. Seit 2010 spielt sie die Kriminalbiologin Anna im Spreewaldkrimi.

## Filmografie
Kino
- 2001: Was geschah wirklich in Wuppertal, Regie: Adolf Winkelmann
- 2002: Schwanger; Garderobe; norway.today – Kurzfilmreihe der Filmhochschule Dortmund
- 2003: Wie es geht – Filmhochschule Bochum, Regie: Serpil Bilmen
- 2004: All my lovin´ – Kurzfilm ifs Köln, Regie: Sabine Bernardi
- 2008: Amerika – Kurzfilm Filmakademie Baden-Württemberg, Regie: Florian Cossen
- 2008: Den Tränen nahe – Académie du cinéma, Regie: Bernabé Bulnes
- 2008: Nach der Feier – Kurzfilm Filmakademie Baden-Württemberg, Regie: Dustin Loose
- 2012: Mann tut was Mann kann, Regie: Marc Rothemund

Fernsehen
- 2005: Edel & Starck (Fernsehserie, Folge Das jüngste Gericht), Regie: Ulrich Zrenner
- 2006, 2007: Ein Fall für zwei (Fernsehserie, verschiedene Rollen, 2 Folgen)
- 2006: Die Kommissarin (Fernsehserie, Folge Auf der Flucht), Regie: Rolf Liccini
- 2006: Tatort – Das letzte Rennen, Regie: Edward Berger
- 2007: Im Namen des Gesetzes (Fernsehserie, Folge Liebeskrank), Regie: Rolf Wellingerhof
- 2007: Das Leuchten der Sterne, Regie: Adolf Winkelmann
- 2007: Der Staatsanwalt (Fernsehserie, Folge Freier Fall), Regie: Peter F. Bringmann
- 2010: Tierärztin Dr. Mertens (Fernsehserie, Folge Vor der Hochzeit), Regie: Heidi Kranz
- 2010: Katie Fforde – Eine Liebe in den Highlands (Fernsehreihe), Regie: John Delbridge
- 2010: Tod einer Schülerin, Regie: Mark Schlichter
- 2010: Racheengel – Ein eiskalter Plan, Regie: Tim Trageser
- 2010: Notruf Hafenkante (Fernsehserie, Folge Der verlorene Bräutigam), Regie: Udo Witte
- 2010: Bella Block: Das schwarze Zimmer (Fernsehreihe), Regie: Rainer Kaufmann
- seit 2011: Spreewaldkrimi Reihe
  - 2011: Die Tränen der Fische
  - 2012: Eine tödliche Legende
  - 2012: Feuerengel
  - 2014: Mörderische Hitze
  - 2014: Die Tote im Weiher
  - 2015: Die Sturmnacht
  - 2016: Spiel mit dem Tod
- 2011: Ich habe es dir nie erzählt, Regie: Johannes Fabrick
- 2011: Die Stein (Fernsehserie, Folge Glück im Unglück), Regie: Edzard Onneken
- 2011: Liebeskuss am Bosporus, Regie: Berno Kürten
- 2013: Familie Dr. Kleist (Fernsehserie), Regie: Heidi Kranz
- 2014: Kripo Holstein (Fernsehserie, Folge Denn man tau!), Regie: Daniel Drechsel-Grau
- 2014: Schlaflos in Istanbul, Regie: Marcus Ulbricht
- 2014: In aller Freundschaft (Fernsehserie, Folge Herzstillstand), Regie: Jakob Schäuffelen
- 2015: Der Kriminalist (Fernsehserie, Folge Der Andere)
- 2017: In aller Freundschaft (Fernsehserie, Folge 790 Eine Herzgeschichte, Folge 792 Alles kommt ans Licht), Regie: Frank Gotthardy

## Theater
- 2003: Duetto – Tanztheater am Wuppertaler Schauspielhaus, Regie: Anna Pocher
- 2003: Die Räuber – Wuppertaler Schauspielhaus, Regie: Johannes Klaus
- 2003: Die Seele des Dichters – Schauspielhaus Bochum, Regie: Klaus Pohl
- 2004: Der Diener zweier Herren – Stadttheater Gießen, Regie: Matthias Kniesbeck
- 2004: Die sexuellen Neurosen unserer Eltern – Stadttheater Gießen – Staatstheater Wiesbaden, Regie: Astrid Jacob
- 2005: Was ihr wollt – Stadttheater Gießen, Regie: Jens Schmidl
- 2006: Dantons Tod – Stadttheater Gießen – Staatstheater Braunschweig, Regie: Titus Georgi
- 2006: Der Menschenfeind – Stadttheater Gießen, Regie: Alexander Seer
- 2006: Unschuld – Stadttheater Gießen, Regie: Astrid Jacob
- 2007: Der Sturm – Stadttheater Gießen, Regie: Thomas Goritzki
- 2007: Auf dem Land – Stadttheater Gießen, Regie: Christian Fries
- 2007: Der Geizige – Schlossfestspiele Neersen, Regie: Astrid Jacob
- 2007: Pygmalion – Schloßfestspiele Neersen, Regie: Astrid Jacob